# 阿朮魯
阿朮魯（?—?），又作阿察儿、阿只乃，蒙古帝国第75位开国功臣（千户），斡剌纳儿（斡鲁纳台）氏。
阿朮魯事奉铁木真为博尔赤（司膳）。1203年，跟随铁木真迎战王罕，在合兰真沙陀兵败，他与铁木真共履艰危，参与共饮班朱尼河水盟誓。随成吉思汗征战，统一蒙古各部。1206年，铁木真即位为成吉思汗，授阿朮魯千户长。阿朮魯享“拔都儿”称号，故又称阿朮鲁拔都儿。1213年，从围金中都（今北京）。1216年，奉铁木真之命领军由左路收附辽东女真各部，击败蒲鲜万奴。1226年，率兵征西夏，与敌军在合剌合察儿交战。次年，受命领兵围攻夏都中兴府，灭西夏国，迫降夏末主，将其杀死。1229年，收附金朝信安，攻取金占领的二十余城。1231年，领兵从山东配合窝阔台汗灭金，为蒙古十三支探马赤军官人之首。1233年，进兵归德府（治今河南省商丘市）。1234年，围沛县，败国用安援军，攻克徐州。金亡，在归德及宿州、泗州等州与南宋军作战。1252年，获赐大名路五百五十户为食邑。不久以年迈辞官，子不花代领其军。

## 延伸阅读
[在维基数据编辑]
 《元史·卷123》，出自宋濂《元史》
 《新元史/卷132》，出自柯劭忞《新元史》